# لقطة بعيدة
اللقطة البعيدة أو اللقطة العامة هي لقطة مأخوذة لشيء مراد تصويره عن بُعد، يشار إليها بأنها لقطة كاملة لإزالة الغموض، وإيضاح الشيء المراد تصويره إيضاحًا كاملًا ويرمز إليها عادة بالحرفين (ل.ب).